# James Kelhoffer
James Anthony Kelhoffer, född 17 april 1970 i Ann Arbor , Michigan, USA, son till Daniel J. Kelhoffer och Janet F. Kelhoffer, född Alberich. Han är en amerikansk-svensk teolog och professor i Nya testamentets exegetik vid Uppsala universitet.
Kelhoffer avlade bachelorexamen 1991 i antika språk och teologi och masterexamen i teologi 1992 vid Weaton College, Illinois, masterexamen i Nya testamentet och tidigkristen litteratur 1996 och blev PhD i samma ämne vid University of Chicago 1999 på en avhandling om “The Authentication of Missionaries and Their Message in the Longer Ending of Mark (Mark 16:9–20)”. Han blev 2001 assistant professor och senare associate professor i samma ämne vid departement of theolgical studies vid Saint Louis University, Missiouri, USA. Han var varit verksam även vid The Catholic Biblical Association of America och Alexander Humboldt-Stiftung vid Ludwig Maximiliam-Universität i München 2007-2011. Sedan 2010 är han professor i Nya testamentets exegetik vid Uppsala universitet.
Doktorsavhandlingen trycktes 2002 med titeln Miracle and Mission, och behandlar de bibliska underverken som en källa för legitimitet. . En följande bok med titeln The diet of John ther Baptist utkom 2005 och handlar om mat och askes vid utformningen av religiös identitet.  Boken Persecution, Persuasion and Power (2010)  analyserar hur i flera av Nya testamentets texter handlar om beredvilligheten att förföljas för Kristi skull som en grund för ställning och legitimitet.
Han är en av redaktörerna för serien Wissenschaftliche Untersuchungen zum Neuen Testament (Verlag Mohr)  och en av ledarna inom Studiorum Novi Testamenti Societas i det område som forskar om de apostoliska fäderna.